# Joseph Wolstenholme
Joseph Wolstenholme (Sinh ngày 30 tháng 9 năm 1829 – mất ngày 18 tháng 11 năm 1891) là nhà toán học nước Anh.
Wolstenholme được sinh tại Eccles gần Salford, Lancashire, Anh, là con trai của bộ trưởng phong trào Giám lý Joseph Wolstenholme, và vợ Elizabeth, née Clarke. Ông tốt nghiệp tại trường đại học St John, Cambridge vào năm 1850 và được bầu làm hội viên của đại học Christ năm 1852. Nhờ hợp tác với Percival Frost, cuốn Treatise on Solid Geometry được xuất bản vào năm 1863.
Wolstenholme chấm thi trong năm 1854, 1856, và 1863 cho kỳ thi Cambridge Mathematical Tripos, và theo lời của Andrew Forsyth trong cuốn Mathematical Problems, Wolstenholme đã để lại cống hiến quan trọng cho giáo dục toán học:
...được lấy từ nhiều bài kiểm tra để hợp lại thành một cuốn sách, và tăng chúng lên trong các bản sau, các bài tập trong cuốn sách để lại ảnh hưởng thực sự cho các sinh viên thế hệ sau; và "những bài toán của Wolstenholme" đã giúp đỡ và truyền cảm hứng cho nhiều học sinh.
Trong 1869 ông bỏ quyền hội viên để cưới Térèse Kraus. 
Sau đó ông trở thành giáo sư dạy toán tại trường đại học kỹ thuật hoàng gia Ấn Độ  trên đồi Cooper, Egham, Surrey từ năm 1871 đến năm 1889. 
Trong 1878 ông xuất bản phiên bản mở rộng thêm của cuốn Mathematical Problems, và trong 1888 xuất bản cuốn Examples for Practice in the Use of Seven-figure Logarithms.